# Racing Beirut
Racing Beirut ist ein Fußballverein aus Beirut im Libanon. Der Verein spielt in der Libanesischen Premier League, der höchsten Liga des Landes. Seine Heimspiele trägt die Mannschaft im Fouad Shehab Stadion aus.
Der dreimalige Meister stieg zuletzt 2006/07 in die erste Liga auf. Als Aufsteiger wurde die Saison 2007/08 auf Platz neun beendet und konnte mit Platz sieben zu Ende der Saison 2008/09 die Leistung aus dem Vorjahr noch übertreffen. 2009/10 belegte man den fünften Platz.

## Vereinserfolge
- Libanesischer Meister: 1956, 1965, 1970[1]

## Trainer
- Ljubiša Broćić (1955)